# Tần số

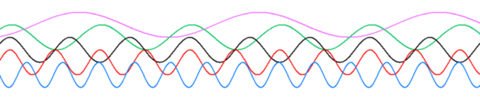
Sóng điều hoà với tần số khác nhau. Các sóng bên dưới có tần số cao hơn các sóng bên trên.

Tần số là số lần của một hiện tượng lặp lại trên một đơn vị thời gian.
Để tính tần số, chọn một khoảng thời gian, đếm số lần xuất hiện của hiện tượng trong thời gian ấy, rồi chia số này cho khoảng thời gian đã chọn.
Như vậy đơn vị đo tần số là nghịch đảo đơn vị đo thời gian. Trong hệ đo lường quốc tế, đơn vị này là Hz đặt tên theo nhà vật lý Đức, Heinrich Rudolf Hertz. 1 Hz cho biết tần số lặp lại của sự việc đúng bằng 1 lần trong mỗi giây:
{\displaystyle 1{\mbox{Hz}}={\frac {1}{\mbox{s}}}}
Đơn vị khác của tần số là:
- Số vòng quay một phút (rpm) (revolutions per minute) cho tốc độ động cơ,...
- Số nhịp đập một phút (bpm) (beats per minute) cho nhịp tim, nốt nhạc trong âm nhạc...

## Liên hệ với chu kỳ
Tần số có thể tính qua liên hệ với chu kỳ, thời gian giữa hai lần xuất hiện liên tiếp của sự việc. Tần số f bằng nghịch đảo chu kỳ T:
{\displaystyle f={\frac {1}{T}}}

## Trong chuyển động sóng
Trong chuyển động sóng, tần số là số lần quan sát thấy đỉnh sóng tại một điểm trong một đơn vị thời gian. Tần số sóng âm trong âm nhạc còn được đặc trưng bởi nốt nhạc.

### Liên hệ với bước sóng
Bước sóng của sóng bằng chu kỳ nhân vận tốc sóng. Do vậy tần số f bằng vận tốc sóng v chia cho bước sóng λ:
{\displaystyle f={\frac {v}{\lambda }}}

### Trong các môi trường truyền sóng
Khi sóng đi qua các môi trường khác nhau, tần số không thay đổi (nhưng vận tốc và bước sóng có thể thay đổi).

## Ví dụ
- Nốt La trên nốt Đô trung nay được chuẩn hoá tại tần số 440 Hz. Các nốt nhạc khác đều được điều chỉnh theo chuẩn này.
- Âm thanh tai người nghe thấy được có tần số trong khoảng 20 Hz đến 20000 Hz.
- Tần số dòng điện xoay chiều trong sinh hoạt đời thường ở Việt Nam và ở Châu Âu là 50 Hz; trong khi ở Bắc Mỹ là 60 Hz.